# Power to the People: The Hits
Power to the People: The Hits («Власть народу: Хиты») — альбом-сборник, на котором представлены наиболее популярные песни Джона Леннона, выпущенный лейблом EMI Records 5 октября 2010 года, к 70-летию Леннона.

## Об альбоме
Power to the People: The Hits выпущен и как часть бокс-сета Gimme Some Truth, и как отдельное издание — в формате стандартного CD-диска, а также в формате пакета файлов для загрузки с сайта через Интернет; в «расширенном издании» («Experience Edition») добавлен 15-трековый DVD-диск.

## Список композиций
Слова и музыка всех песен — Джон Леннон, кроме указанных особо.
| №                   | Название                                              | Дата и выпуск, на котором первоначально выпущена песня | Длительность |
| ------------------- | ----------------------------------------------------- | --- | ------------ |
| 1.                  | «Power to the People»                                 | март 1971; сингл | 3:17         |
| 2.                  | «Gimme Some Truth»                                    | осень 1971; альбом Imagine | 3:16         |
| 3.                  | «Woman»                                               | ноябрь 1980; альбом Double Fantasy | 3:26         |
| 4.                  | «Instant Karma!»                                      | февраль 1970; сингл | 3:20         |
| 5.                  | «Whatever Gets You thru the Night»                    | октябрь 1974; альбом Walls and Bridges | 3:19         |
| 6.                  | «Cold Turkey»                                         | октябрь 1969; сингл (Хотя в трек-листе на задней обложке CD-диска указано, что это концертное исполнение, в действительности на диске — студийная версия песни.) | 5:01         |
| 7.                  | «Jealous Guy»                                         | осень 1971; альбом Imagine | 4:14         |
| 8.                  | «#9 Dream»                                            | октябрь 1974; альбом Walls and Bridges | 4:46         |
| 9.                  | «(Just Like) Starting Over»                           | ноябрь 1980; альбом Double Fantasy | 3:55         |
| 10.                 | «Mind Games»                                          | октябрь 1973 – сингл; ноябрь 1973 – альбом Mind Games | 4:11         |
| 11.                 | «Watching the Wheels»                                 | ноябрь 1980; альбом Double Fantasy | 3:31         |
| 12.                 | «Imagine»                                             | осень 1971; альбом Imagine | 3:02         |
| 13.                 | «Stand by Me» (Бен Кинг, Джерри Лейбер, Майк Столлер) | февраль 1975; Rock ’n’ Roll | 3:27         |
| 14.                 | «Happy Xmas (War Is Over)» (Джон Леннон, Йоко Оно)    | декабрь 1971; сингл | 3:33         |
| 15.                 | «Give Peace a Chance»                                 | июль 1969; сингл | 4:52         |
| Общая длительность: | Общая длительность:                                   | Общая длительность: | 57:10        |